# José Luís Cutrale
José Luis Cutrale (São Paulo, 17 de setembro de 1946 – Londres, 17 de agosto de 2022) foi um empresário brasileiro, controlador de uma das maiores processadoras de suco de laranja do Brasil. Herdou a empresa do pai, José Cutrale Júnior, em 2004, e passou a cuidar da fortuna da família.

## Biografia
De extração siciliana, foi membro da Diretoria da Cutrale North América, Inc., da Cutrale Citrus Juice Inc. e da Citrus Products Inc.. ë diretor da Coca-Cola FEMSA S.A.B desde 2004. É membro da Associação Brasileira dos Exportadores de Cítricos (ABECITRUS) e administra a Sucocítrico Cutrale, empresa responsável pela venda de um de cada três copos de suco de laranja comercializados no exterior.
Recebeu várias homenagens e títulos honorários do Brazilian American Chamber of Commerce Inc., de órgãos do Governo Brasileiro e de outras entidades governamentais. Participou de missões diplomáticas brasileiras ao exterior e de congressos e seminários no segmento de cítricos.
Foi membro do Conselho de Desenvolvimento Econômico e Social.

## Morte
Morreu em Londres no dia 17 de agosto de 2022. Deixando seus filhos, José Luis Cutrale Júnior, José Henrique Cutrale, Graziela Cutrale.